# Elektrownia krakowska

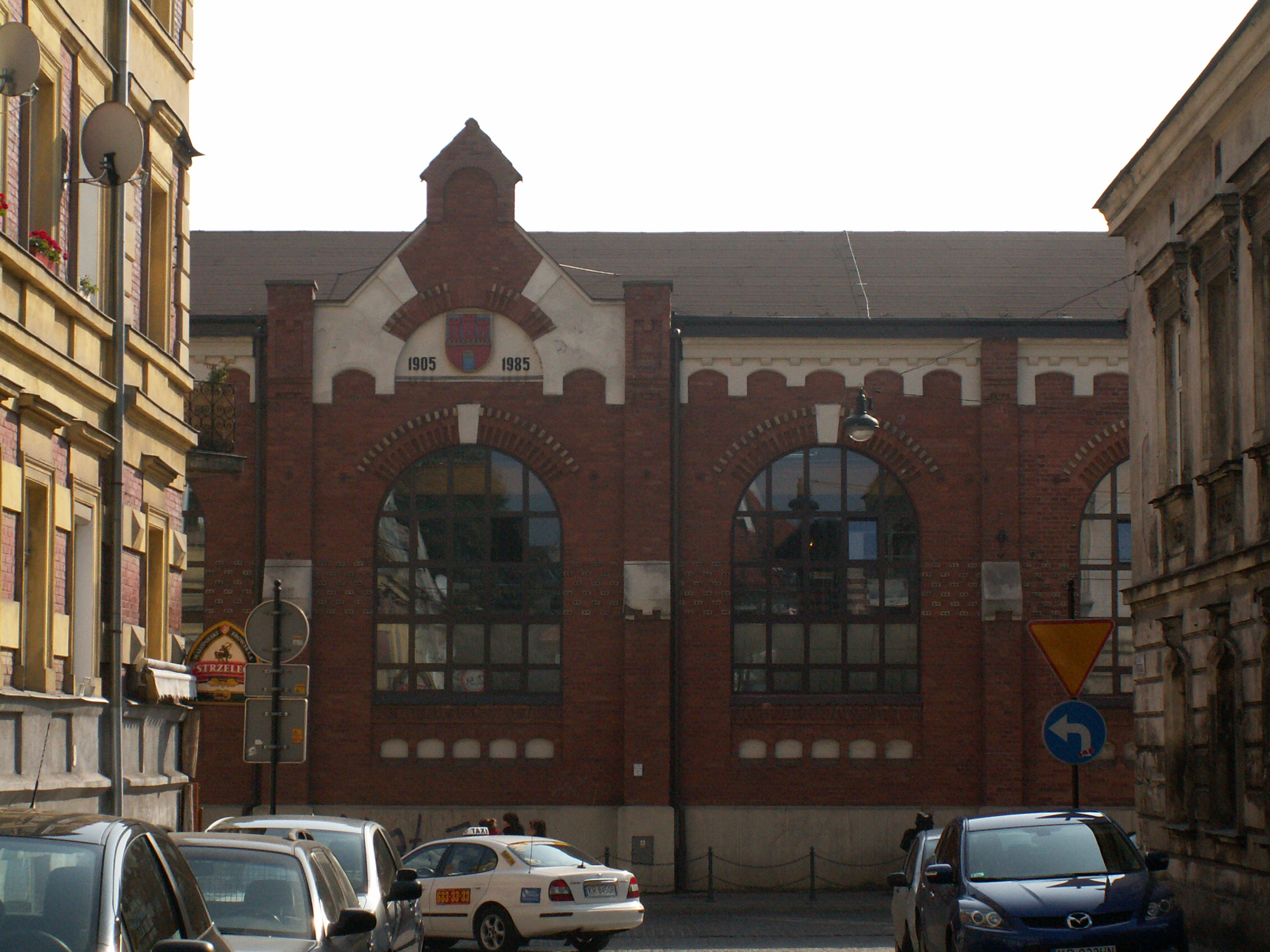
Stara elektrownia krakowska

Elektrownia krakowska – wybudowana w latach 1904–1905 pod kierunkiem inż. Kazimierza Gayczaka (technologia) i Jana Rzymkowskiego (prace architektoniczno-budowlane). Znajduje się w Krakowie, na Kazimierzu, przy ul. św. Wawrzyńca 25.

## Historia
Na początku XX wieku w Krakowie liczącym ponad 90 000 mieszkańców tylko część budynków posiadała oświetlenie elektryczne. Od 1893 roku własną elektrownię posiadał teatr Miejski (obecnie Teatr im. J. Słowackiego), w Podgórzu będącym jeszcze samodzielnym miastem działała od 1900 roku elektrownia, własną elektrownię posiadały krakowskie tramwaje. Oświetlenie elektryczne posiadali również następujące firmy: Rajal i Syn, firma masarska Satalecki, Grand Hotel, Bank Hipoteczny (ul. Zacisze), Collegium Medicum(gmach przy ul. Grzegórzeckiej) oraz Browar Goetza. Zasilały je małe prywatne elektrownie.
O budowie elektrowni myślano już pod koniec XIX wieku, ale ponieważ byłaby konkurencją dla Miejskiej Gazowni, decyzję o opracowaniu projektu podjęto dopiero w 1900 roku. Przygotował go i przedstawił w październiku 1900 roku inż. A.W. Schleyen. Zaproponował on umieszczenie elektrowni w okolicy ulic Blich i Wielopole. Jednak komisja powołana do oceny projektu zmieniła lokalizację, zatwierdzając budowę obok Gazowni Miejskiej. Postanowiono również, że zamiast proponowanych w projekcie silników parowych zostaną zainstalowane silniki gazowe.  Budowę rozpoczęto 15 kwietnia 1904 roku. Miasto zbudowało budynki fabryczne, a pozostałe prace wykonało Towarzystwo „Union-Elektricitäts-Gesellschaft”. Pomimo iż budynki oddano w planowanym terminie, planowane otwarcie opóźniło się o 3 miesiące. 16 lutego 1905 roku zostały na próbę oświetlone sale Rady Miasta.
Sama uroczystość otwarcia i poświęcenia elektrowni odbyła się wieczorem w sobotę 18 lutego 1905 roku. Wzięli w niej udział: prezydent miasta Juliusz Leo, wiceprezydenci Michał Chyliński i Stanisław Domański, rajcy miejscy, urzędnicy magistratu, dyrektor Gazowni Dąbrowski oraz miejski inżynier elektrotechniki Kazimierz Gayczak. Poświęcenia hali dokonał ksiądz Głowacki ze zgromadzenia kanoników laterańskich. W skład zachowanego do dzisiaj kompleksu budynków wchodziły: hala maszyn, kotłownia oraz budynek administracyjny. Maszyny pochodziły z firmy Allgemeine Elektrizitäts Gesellschaft Union Wiedeń oraz Emil Škoda Pilzno. W 1905 roku elektrownia produkowała prąd stały o napięciu 2 × 220 V. W latach 1906–1907 elektrownia została rozbudowana według projektu J. Rzymkowskiego o halę maszyn i kotłownię, a w 1908 budynek administracyjny. 1 lipca 1908 elektrownia uzyskała osobowość prawną i została wpisana do rejestru handlowego jako Elektrownia Miejska w Krakowie. Wcześniej pracowała jako wspólne przedsiębiorstwo z Gazownią Miejską.
Kolejne rozbudowy związane były z poszerzeniem granic Krakowa (w 1910 przyłączono do Krakowa gminy: Dębniki, Czarna Wieś, Łobzów, Krowodrza, Nowa Wieś, Prądnik Czerwony, Zakrzówek i Zwierzyniec), uruchomieniem elektrycznego oświetlenia ulicznego i wzrostem zapotrzebowania na energię.
W 1914 wybudowano nową halę maszyn, kotłownię oraz nastawnię i rozdzielnię. Po połączeniu Podgórza z Krakowem w 1915 nastąpiło scalenie elektrowni podgórskiej z krakowską. Od 1917 roku również krakowska sieć tramwajowa korzystała z Elektrowni Miejskiej. Już przed II wojną światową reflektory do iluminacji zabytków oświetlały w Krakowie m.in. Sukiennice i Wawel.
W 1936 według projektu Franciszka Mączyńskiego, nadbudowano budynek administracyjny. Budynki elektrowni są przykładem architektury przemysłowej początku XX wieku.
Elektrownia produkowała i odsprzedawała nie tylko energię elektryczną, ale także parę technologiczną. W latach 50. XX w. elektrownia produkowała 45% energii elektrycznej zużywanej w Krakowie (90 tys. MWh). Od lat 60. XX w. zakład obniżał produkcję energii elektrycznej, stając się przede wszystkim elektrociepłownią. W 1976 zaprzestano produkcji energii elektrycznej, a w 1984 również ciepła i pary technologicznej.
Elektrownia krakowska jest jednym z obiektów na trasie Krakowskiego Szlaku Techniki.

## Dyrektorzy
- 1905–1911 inż. Kazimierz Gayczak
- Stanisław Bieliński
- Henryk Dubeltowicz
- po 1945 – prof. inż. Zgliński[11]